# Brook (New Forest)
Pour les articles homonymes, voir Brook.
Brook est un hameau de la paroisse civile de Bramshaw, dans le comté du Hampshire, en Angleterre. Il se trouve juste à l'intérieur du parc national New Forest.

## Habitat
Le hameau contient un mélange de chalets des XVIIIe et XIXe siècles juste au sud du village de Bramshaw.

## Lieux de vie commune
Deux auberges se trouvent à Brook sur les côtés opposés de la route : The Green Dragon et The Bell Inn,.
Les deux bâtiments datent du XVIIIe siècle, avec des modifications des XIXe et XXe siècles,.
Brook abrite le club-house du Bramshaw Golf Club qui prétend être le plus ancien club de golf du Hampshire.

## Rufus stone

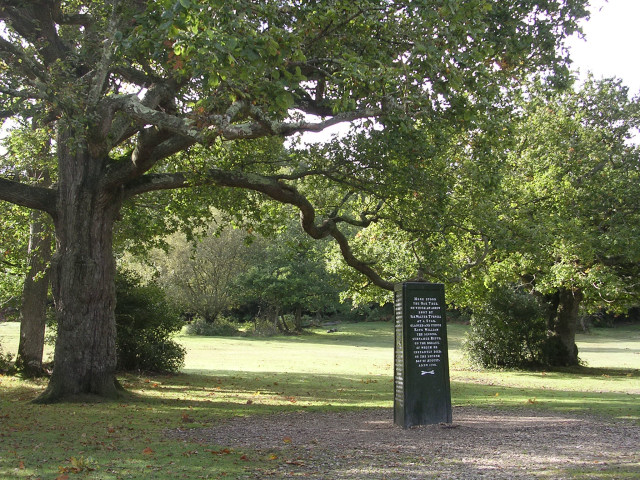
La Rufus Stone

Au sud du village, à Lower Canterton, se trouve la pierre de Rufus. 
On dit que cette pierre marque l’endroit où, en 1100, le roi d’Angleterre, William Rufus, successeur de Guillaume le Conquérant, a été tué par une flèche alors qu’il chassait. La flèche a été tirée par un noble français, Walter Tyrell, mais il n'a jamais été établi si le décès était un accident ou un meurtre.